# 白根火山ロープウェイ
白根火山ロープウェイ（しらねかざんロープウェイ）は、群馬県吾妻郡草津町にかつて存在した草津観光公社のロープウェイである。白根火山ゴンドラとも呼ばれた。

## 概要
当ロープウェイは草津国際スキー場のスキー利用者専用のリフトとして建設され、1960年（昭和35年）に完成した。その後、当ロープウェイが2度架け替えられた。名称はロープウェイとなっていたが搬器はゴンドラリフトであった。グリーンシーズンも観光用として基本的に通年運行した。草津国際スキー場中ほどに位置する山麓駅（さんろくえき）と、逢ノ峰と本白根山の間に位置する山頂駅（さんちょうえき）とを結んでいた。山麓駅は殺生河原付近にあり、国道292号に隣接している。山頂駅は標高2,027mにあり、山頂駅からは弓池近隣の白根レストハウスまで白根山シャトルバス（無料）が運行されていた。「わんこ入園料」を別途支払うことで、ペット犬を一緒に乗せることができた。
2018年1月23日、草津白根山の本白根山が噴火し、噴石の直撃により山頂駅の屋根に穴が開いたほか、ゴンドラの窓ガラスが割れるなどの被害を受けた。施設の一部が立入禁止区域に含まれており、火口のうち一つはロープウェイから100メートル程度の至近距離にあるため、草津町の黒岩信忠町長は「警戒区域から外すことは難しい。どこかで重い決断をすることになる」と廃止も視野に検討する考えを示した。
そして同年2月9日、再開することなく廃止とする旨が発表された。山頂駅には各種観測機器が設置されているため、廃止後も存置される予定となっている。

## 歴史
- 1960年（昭和35年）2月25日 - 白根火山ロープウェイ（初代）が完成[6][7]。
- 1977年（昭和52年） - 白根火山ロープウェイが白根火山ゴンドラに架け替えられる[8][9][10]。
- 1988年（昭和63年） - 白根火山ゴンドラが再度架け替えられ白根火山ロープウェイ（2代目）となる[11]。
- 2018年（平成30年）1月23日 - 本白根山噴火により被災。以後運休となる。
- 2018年（平成30年）2月9日 - 草津町の黒岩信忠町長が、再開せず廃止とする方針を発表。

## 路線データ
- 全長：2,400m
- ゴンドラ：6人乗り
- 索道の方式：単線自動循環式普通索道
- 線路水平長：
- 線路傾斜長：
- 高低差：
- 運転速度：
- 所要時間：約8 - 10分
- 設計製作メーカー：日本ケーブル、CWA

## 営業時間
廃止以前の営業時間は9:00 - 16:20（冬季は16:00）まで。整備点検のための運休期間もあった。
標高差が大きい山岳部にあるため、風速18m/sの強風を観測すると運転を一時見合わせすることもあった。

## 駅一覧
山麓駅 - 山頂駅

## 交通アクセス
- 自動車
  - 関越自動車道渋川伊香保ICより国道292号経由 約80分
- 鉄道およびバス
  - JR東日本吾妻線長野原草津口駅より草津温泉バスターミナル経由のバス「殺生河原」下車 約40分

## ロケ地使用
- Gメン'75 第72話『恐怖のロープウェイ』（1976年10月2日放送）